# Ciborowice
Ciborowice is een plaats in het Poolse district Proszowicki, woiwodschap Klein-Polen. De plaats maakt deel uit van de gemeente Proszowice en telt 150 inwoners.